# 皮尼亚泰利圣母升天堂
皮尼亚泰利圣母升天堂（Santa Maria Assunta dei Pignatelli）是意大利那不勒斯的一座教堂，位于尼罗河街尽头。
该堂由来自托里托的皮尼亚泰利家族始建于14世纪，作为附属于托里托的皮尼亚泰利宫的私人小圣堂。内部的壁画和祭台画《圣母升天》为18世纪下半叶Fedele Fischetti的作品。祭台左侧是文艺复兴风格的卡罗·皮尼亚泰利墓。祭台右侧原为巴托洛梅·奥多涅斯的画作，现存于卡波迪蒙特美术馆。

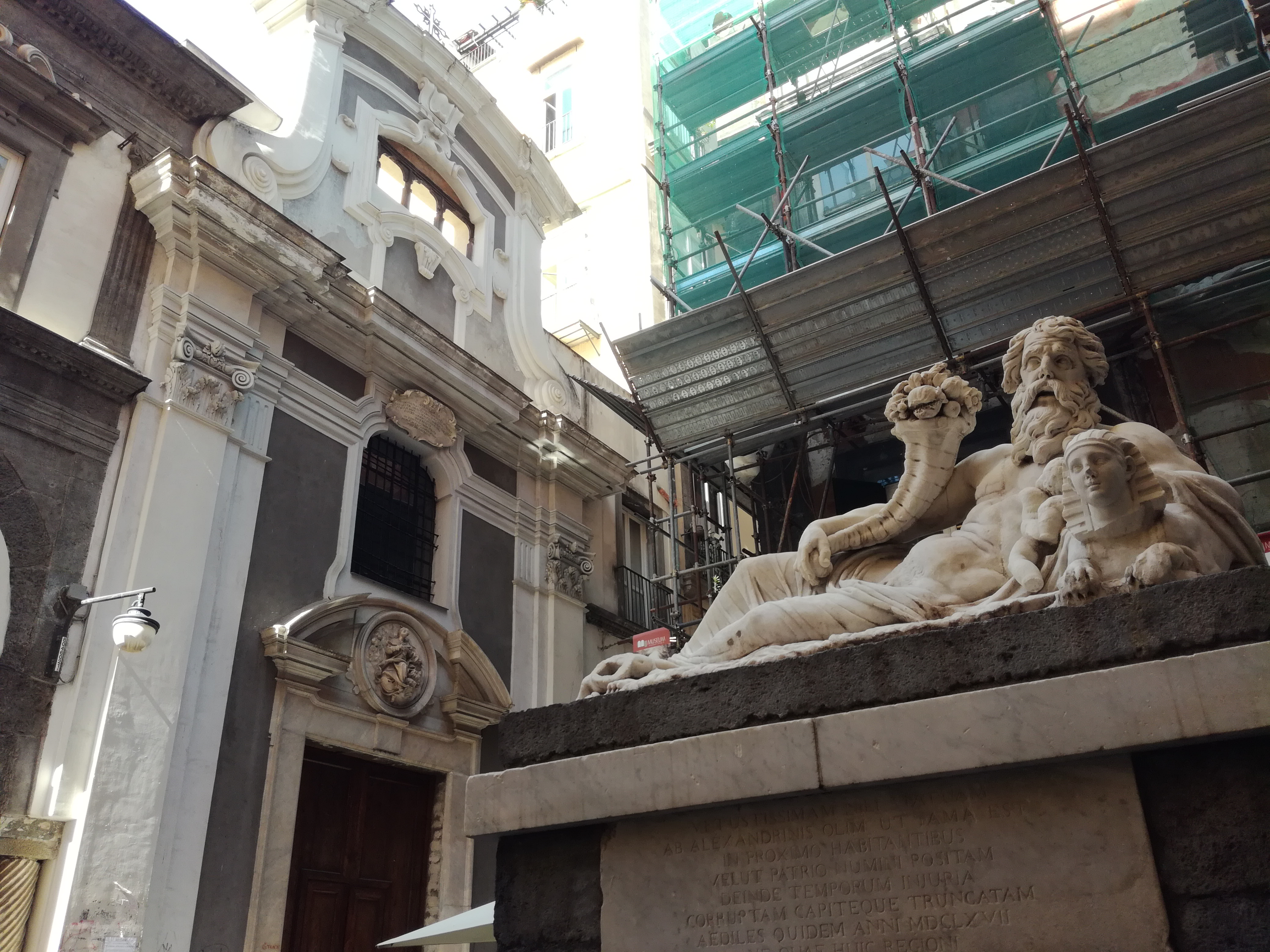
立面

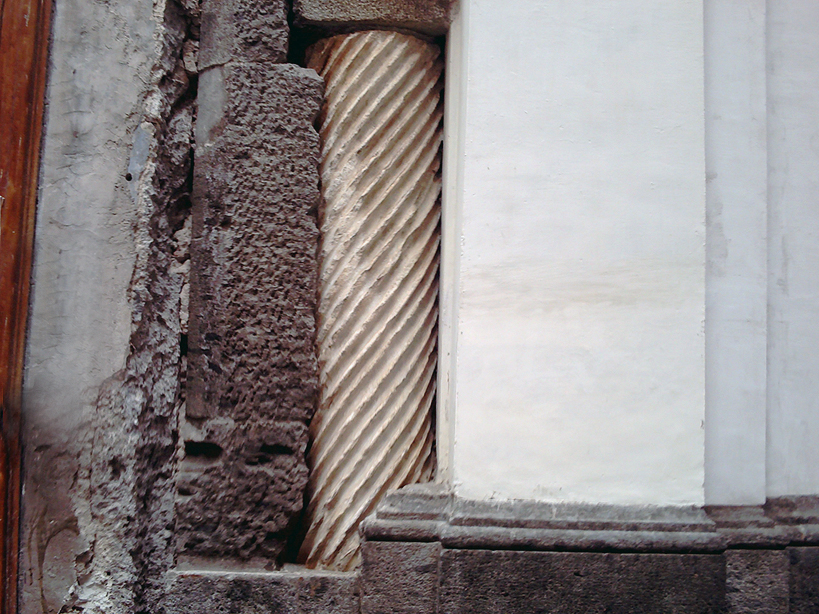
堂内希腊圆柱

教堂前的小广场上有古罗马雕塑尼罗河神雕像。
40°50′56″N 14°15′22″E / 40.848752°N 14.256007°E